# Goldene Bürgermedaille der Landeshauptstadt München
Die Goldene Bürgermedaille der Landeshauptstadt München wird von der Stadt München für Ausgezeichnete der Gemeinde geleistete Dienste verliehen. Die Stadt München erhielt die Genehmigung für diese Medaille am 31. Mai 1824 durch die Regierung des Isarkreises, Kammer des Innern. Die Verleihung der Medaille erfolgt durch Beschluss der Stadtratsvollversammlung in nichtöffentlicher Sitzung.

## Medaille

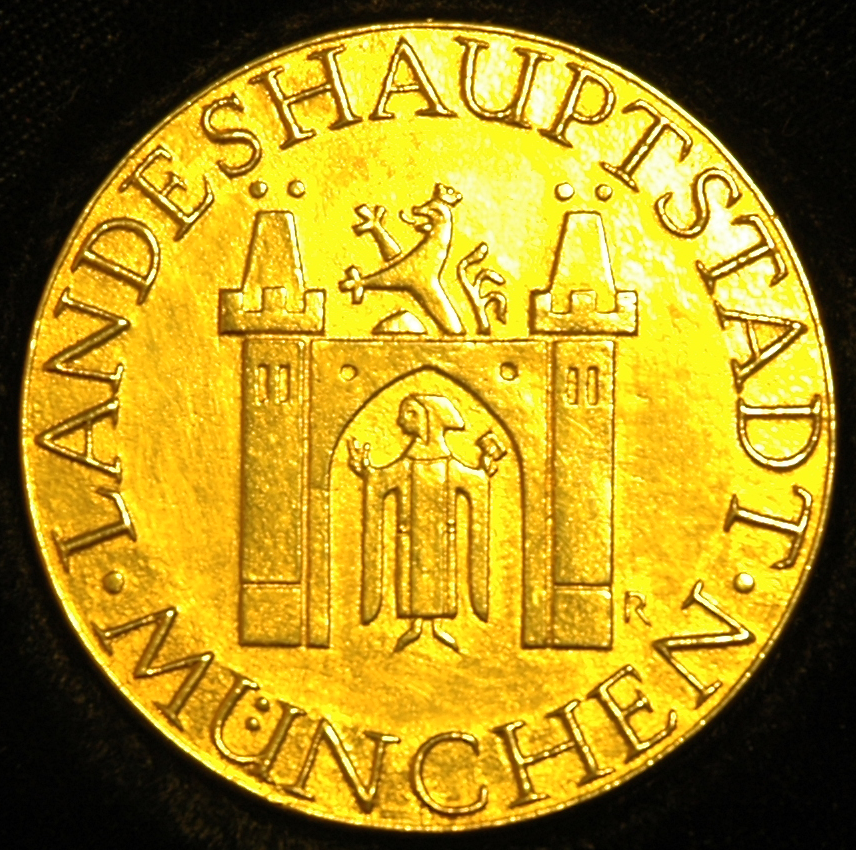
Vorderseite der Goldenen Bürgermedaille der Landeshauptstadt München

Die Medaille ist aus massivem Gold und hat einen Durchmesser von 41 mm. Sie zeigt auf der Vorderseite das große Münchner Stadtwappen mit der Umschrift „Landeshauptstadt München“. Auf der Rückseite der Medaille ist in erhabener Schrift der Namen des Geehrten, das Datum der Verleihung und die Umschrift „Dem verdienstvollen Bürger“ bzw. „Der verdienstvollen Bürgerin“ eingeprägt.
Zusätzlich werden die Namen aller Inhaber der Goldenen Bürgermedaille auf Ehrentafeln im oberen Foyer des Alten Rathauses eingetragen.

## Ausgezeichnete
| Jahr | Name                          | Position                                                                        |
| ---- | ----------------------------- | ------------------------------------------------------------------------------- |
| 1824 | Andreas von Dall’Armi         | Kgl. Generalkontrolleur                                                         |
| 1825 | Anton Baumgartner             | Polizeidirektor, Kgl. Baurat                                                    |
| 1837 | Anton Schindler               | Kaufmann, Oberst des Kgl. Landwehrregiments                                     |
| 1846 | Aloys Specht                  | Bürgerlicher Magistratsrat                                                      |
| 1851 | Joseph Anton von Maffei       | Fabrikbesitzer                                                                  |
| 1858 | Ignaz Zaubzer                 | Apotheker, Vorstand des Kollegiums der Gemeindebevollmächtigten                 |
| 1858 | Kaspar von Steinsdorf         | Rechtskundiger 1. Bürgermeister                                                 |
| 1876 | Ferdinand von Miller          | Kgl. Erzgießerei-Inspektor                                                      |
| 1877 | Anton Riemerschmid            | Fabrikbesitzer                                                                  |
| 1881 | Gabriel Sedlmayr              | Kommerzienrat, Großbrauereibesitzer                                             |
| 1888 | Alois von Erhardt             | Rechtskundiger 1. Bürgermeister                                                 |
| 1889 | Joseph Radspieler             | Bürgerlicher Magistratsrat                                                      |
| 1890 | Arnold von Zenetti            | Städtischer Oberbaurat                                                          |
| 1893 | Max von Pettenkofer           | Kgl. Geheimer Rat, Universitätsprofessor                                        |
| 1909 | Wilhelm II.                   | Deutscher Kaiser und König von Preußen                                          |
| 1910 | Heinrich Ritter von Dall’Armi | Kommerzienrat, Gemeindebevollmächtigter, Stifter des Münchner Bürgerheims       |
| 1913 | Wilhelm Ritter von Borscht    | Kgl. Geheimer Rat, Rechtskundiger 1. Bürgermeister                              |
| 1913 | Philipp Brunner               | 2. Bürgermeister, Kgl. Geheimer Hofrat                                          |
| 1925 | Oskar von Miller              | Geheimer Baurat                                                                 |
| 1933 | Joseph Würz                   | Stadtrat, Geheimer Landesgewerberat – Kommerzienrat                             |
| 1933 | Friedrich Ritter von Miller   | Professor, Direktor des Städtischen Krankenhauses links der Isar                |
| 1951 | Gustav Schiefer               | Stadtrat, Senator                                                               |
| 1955 | Georg Mauerer                 | Stadtrat, Städtischer Rechnungsrat a. D.                                        |
| 1955 | Karl Deininger                | Stadtrat, Städtischer Rechnungsrat a. D.                                        |
| 1957 | Josef Lutz                    | Stadtrat, Direktor a. D.                                                        |
| 1959 | Walther von Miller            | Stadtrat, Bürgermeister a. D.                                                   |
| 1960 | Franz Xaver Fackler           | Stadtrat                                                                        |
| 1960 | Otto Bernheimer               | Konsul a. D.                                                                    |
| 1960 | Adolf Hieber                  | Bürgermeister a. D.                                                             |
| 1961 | Gottlieb Branz                | Direktor der Städtischen Büchereien                                             |
| 1962 | Johann Mang                   | Regierungspräsident a. D.                                                       |
| 1964 | Erwin Hielscher               | Stadtkämmerer a. D.                                                             |
| 1967 | Anton Weiss                   | Berufsmäßiger Stadtrat                                                          |
| 1968 | Heinz Maria Oeftering         | Präsident der Deutschen Bundesbahn                                              |
| 1969 | Hans Dürrmeier                | Generaldirektor und geschäftsführender Gesellschafter des Süddeutschen Verlages |
| 1970 | August Feldmeier              | Inhaber der Firma Ludwig Beck–Textilhaus Feldmeier KG                           |
| 1971 | Albert Bayerle                | Bürgermeister                                                                   |
| 1971 | Joseph Wild                   | Bäckermeister, Präsident der Handwerkskammer München                            |
| 1972 | Hans Steinkohl                | Bürgermeister a. D.                                                             |
| 1974 | Erwin Hamm                    | Berufsmäßiger Stadtrat                                                          |
| 1975 | Ludwig Schmid                 | Stadtrat                                                                        |
| 1975 | Hans Preissinger              | Stadtrat                                                                        |
| 1976 | Anton Fingerle                | Stadtschulrat                                                                   |
| 1978 | Georg Kronawitter             | Oberbürgermeister                                                               |
| 1979 | Max Zistl                     | Stadtpfarrer von St. Peter                                                      |
| 1980 | Toni Böck                     | Stadtrat                                                                        |
| 1982 | Theo Giesen                   | Stadtrat                                                                        |
| 1982 | Takeshi Itagaki               | Stadtoberhaupt von Sapporo                                                      |
| 1983 | Jakob Baumann                 | Vorstand der Theatergemeinde München e. V.                                      |
| 1983 | Volkmar Gabert                | Abgeordneter                                                                    |
| 1984 | Werner Eckart                 | Konsul, Unternehmer                                                             |
| 1986 | Fritz Schuster                | Stadtrat                                                                        |
| 1988 | Schalom Ben-Chorin            | Philosoph, Religionswissenschaftler                                             |
| 1990 | Josef Felder                  | ehemaliger Reichstagsabgeordneter                                               |
| 1991 | Hildegard Hamm-Brücher        | Staatsministerin a. D.                                                          |
| 1993 | Hans Stützle                  | Berufsmäßiger Stadtrat                                                          |
| 1993 | Winfried Zehetmeier           | Bürgermeister a. D.                                                             |
| 1996 | Dietmar Keese                 | Stadtrat                                                                        |
| 1997 | Hans A. Engelhard             | Bundesminister a. D.                                                            |
| 2002 | Klaus Jungfer                 | Stadtkämmerer                                                                   |
| 2002 | Franz Forchheimer             | Stadtrat                                                                        |
| 2002 | Rudolf Hierl                  | Stadtrat                                                                        |
| 2002 | Hermann Memmel                | Stadtrat und Landtagsabgeordneter                                               |
| 2002 | Maria Nindl                   | Stadträtin                                                                      |
| 2002 | Elisabeth Schosser            | Stadträtin                                                                      |
| 2002 | Adi Wiedemann                 | Stadtrat                                                                        |
| 2002 | Walter Zöller                 | Stadtrat                                                                        |
| 2006 | Gertraud Burkert              | Bürgermeisterin a. D.                                                           |
| 2008 | Ilse Nagel                    | Stadträtin                                                                      |
| 2008 | Hans Podiuk                   | Stadtrat                                                                        |
| 2008 | Barbara Scheuble-Schaefer     | Stadträtin                                                                      |
| 2014 | Vinzenz Zöttl                 | Stadtrat                                                                        |
| 2014 | Helmut Schmid                 | Stadtrat                                                                        |
| 2020 | Hans Dieter Kaplan            | Stadtrat                                                                        |
| 2020 | Christine Strobl              | Bürgermeisterin a. D.                                                           |
| 2024 | Beatrix Burkhard              | Stadträtin                                                                      |